# میلتیا پچیکارپا
میلتیا پچیکارپا (نام علمی: Millettia pachycarpa) نام یک گونه از تیره باقلاییان است.